# Paroedura oviceps
Paroedura oviceps (Boettger, 1881) è un sauro della famiglia Gekkonidae, endemico del Madagascar.

## Distribuzione e habitat
La specie è presente in varie località del Madagascar nord-occidentale: nella regione di Sambirano, nelle isole di Nosy Be, Nosy Sakatia e Nosy Komba, ad Andavokoera, a Manongarivo e sulla Montagna d'Ambra.
I suoi habitat tipici sono la foresta decidua secca e la foresta pluviale; la si trova spesso sugli affioramenti rocciosi in prossimità dei corsi d'acqua.

## Conservazione
Per la frammentazione del suo areale e il declino del suo habitat a causa della deforestazione, la IUCN Red List classifica Paroedura oviceps come specie prossima alla minaccia di estinzione (Near Threatened).
Parte del suo areale ricade all'interno di aree naturali protette tra cui il parco nazionale di Ankarafantsika, il parco nazionale della Montagna d'Ambra, la riserva naturale integrale di Lokobe e la riserva speciale di Manongarivo.